# Xavier Corberó
Xavier Corberó (Barcelona, 1935 - Esplugues de Llobregat, 24 april 2017) was een Spaanse beeldhouwer.

## Leven en werk
Xavier Corberó i Olivella werd geboren en groeide op in de Catalaanse hoofdstad Barcelona. Hij bezocht de Escola Massana de Barcelona, een opleiding voor beeldende en toegepaste kunst en design. In 1954 bezocht hij Zweden en ontmoette er zijn toekomstige echtgenote. In 1955 nam hij deel aan de Bienal Hispanoamericana en de Salones de May in Barcelona. Van 1955 tot 1959 studeerde hij aan de Central School of Arts and Design in Londen. Aansluitend was hij medewerker bij de Fundacio Medici in de Zwitserse stad Lausanne. In 1960 keerde hij terug naar Spanje en vestigde zich in een vervallen, zeventiende-eeuws pand in Esplugues de Llobregat. Hij restaureerde gedurende veertig jaar de bouwval en 80 andere panden in de straat.
Zijn werk werd beïnvloed door de beeldhouwers Pablo Gargallo en Henry Moore. Hij won in 1960 de Premio Manolo Hugué en in 1961 de Premio Ramon Rogent. In 1963 kreeg hij een eerste solo-expositie in München, waar hij een gouden medaille won van de deelstaat Beieren. Corberó stelde zijn werk tentoon in Europa (het Stedelijk Museum in Amsterdam en het Victoria and Albert Museum in Londen), de Verenigde Staten (het Museum of Modern Art in New York) en Japan. In 1992 kreeg de kunstenaar de Premio Cruz de San Jorge van de autonome regio Catalonië. In hetzelfde jaar ontwierp hij de medaille voor de Olympische Zomerspelen 1992 in Barcelona.
Corberó werd 81 jaar oud.

## Werken (selectie)
- Fuente (1971)[1], beeldenpark Fundación Bartolomé March in Palma de Mallorca
- Ejecutores y ejecutados (1973), La Rambla in Santa Cruz de Tenerife - Het kunstwerk werd geplaatst ter gelegenheid van de Exposición Internacional de Escultura en la Calle en werd in 2005, na een hevige storm, gerestaureerd en op een andere plaats weer geïnstalleerd
- Columnes de terme (1988), Carrer Balmes in Barcelona
- The Broad Family (1988), Broadgate Estate, Exchange Square in Londen[2]
- Família Petra in Pacs del Penedès[3]
- Three Lawyers and a Judge (1992), 77 West Wacker Drive in Chicago
- El Viatger (1996), Internationale Luchthaven Barcelona in El Prat de Llobregat
- Arc de la llibertat, Beeldenpark Parc Art in Cassà de la Selva[4]
- 2 Artistas flamencas (2003), Beeldenpark Jardins de Cap Roig in Palafrugell

## Fotogalerij

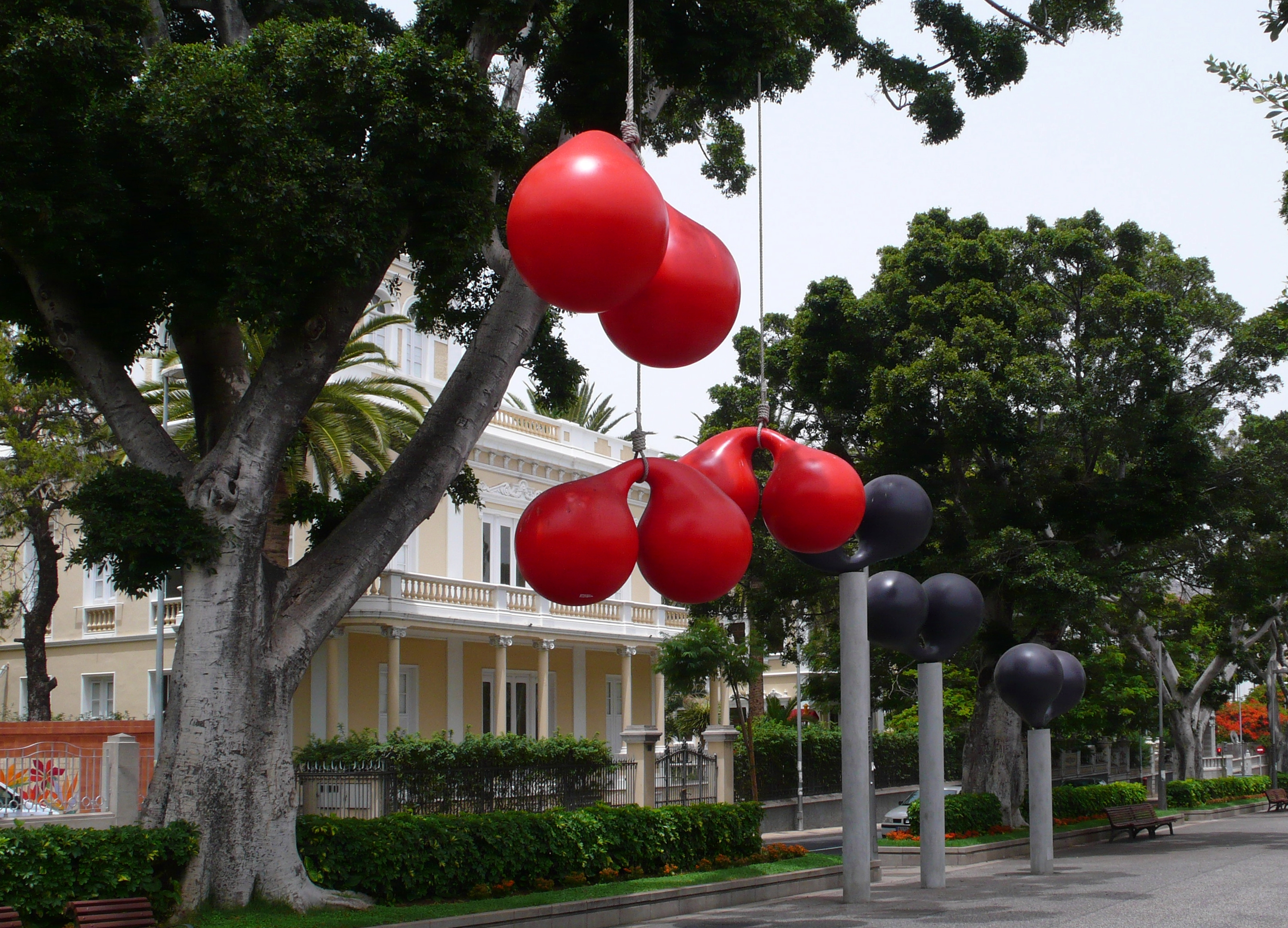
Ejecutores y ejecutados
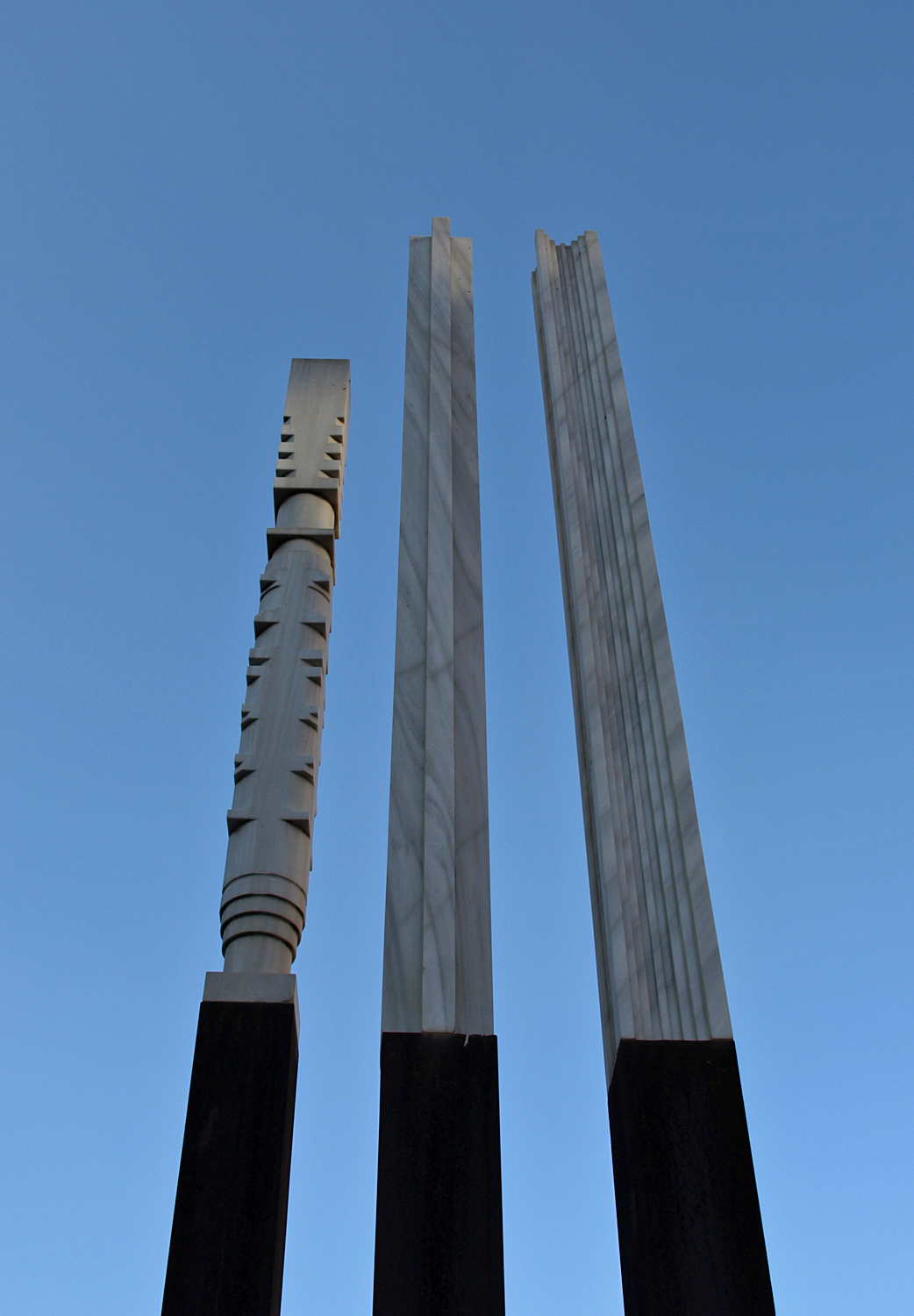
Columnes de terme